# عالیه بوستون
عالیه بوستون (انگلیسی: Aliyah Boston؛ زادهٔ ۱۱ دسامبر ۲۰۰۱) بازیکن بسکتبال اهل ایالات متحده آمریکا است.
وی در مسابقات کشوری و بین‌المللی در مجموع برندهٔ ۵ مدال طلا شده‌است.